# إبراهيم حاتمي كيا
إبراهيم حاتمي كيا (بالفارسية: ابراهيم حاتمى كيا) مخرج وكاتب سيناريو ومحرر وممثل للسينما الإيرانية.
درس السينما وهو خريج في فرع كتابة السيناريو من كلية السينما والمسرح من جامعة الفن بطهران. بدأ حاتمي كيا نشاطه السينمائي منذ سنة 1980 بكتابة السيناريو وإخراج أفلامه القصيرة عن المعارك في الحرب العراقية الإيرانية، ويعتبر من المخرجين للأفلام السينمائية الطويلة الملتزمين بسينما الحرب إلى حد كبير. يعتبر حاتمي كيا من أهم المخرجين الإيرانيين الذين عملوا على معالجة القضايا الإنسانية المتعلقة بالثورة الإسلامية والحرب العراقية - الإيرانية ويُعرف بالمخرج الأيديولوجي وصانع الأفلام الانتقادية الموالية لقضية الثورة الإسلامية ومفهوم الجهاد.

## حياة مبكرة
ولد إبراهيم حاتمي كيا سنة 1961 في طهران، في عائلة أصلها من محافظة أذربيجان الواقعة في شمال غربي إيران. درس السينما في فرع كتابة السيناريو في جامعة «هنر» (الفن) في طهران، وبدأ نشاطه السينمائي منذ سنة 1980 مع كتابة السيناريو وإخراج أفلامه القصيرة تعالج قضايا الحرب العراقية الإيرانية وعمل مصوّرًا للمسلسل التلفزيوني «رواية الفتح». ومع مرور الوقت ازدادت خبرته في صناعة الأفلام السينمائية والتلفزيونية الطويلة.
يعتبر حاتمي كيا من المخرجين الملتزمين بسينما الحرب إلى حدّ كبير، وكانت مشاركته في الحرب هي التي جعلته يهتم بشكل مركّز بإخراج أفلام عن الحرب وأحداثها وتبعاتها. استمر إبراهيم بمشواره الفني وحاز على مجموعة من الجوائز من مهرجانات فجر السينمائية.

## أفلام
| عنوان                      | سنة  | كاتب سيناريو | مخرج |
| -------------------------- | ---- | ------------ | ---- |
| بتوقيت الشام               | 2017 |              |      |
| بودي جارد                  | 2016 |              |      |
| تشمران                     | 2014 |              |      |
| تقرير احتفال               | 2010 |              |      |
| دعوة                       | 2008 |              |      |
| باسم الأب                  | 2005 |              |      |
| بلون الأرجوان              | 2004 |              |      |
| ارتفاع منخفض               | 2002 | -            |      |
| موجة ميتة                  | 2001 |              |      |
| الشريط الأحمر              | 1999 |              |      |
| الوكالة الزجاجية           | 1997 |              |      |
| برج مينو                   | 1995 |              |      |
| رائحة قميص يوسف            | 1995 |              |      |
| الرماد الأخضر              | 1993 |              |      |
| من نهر كرخه حتى نهر الراين | 1992 |              |      |
| وصل الطيبين                | 1991 |              |      |
| المهاجر                    | 1989 |              |      |
| مراقب                      | 1988 |              |      |
| الهوية                     | 1986 |              |      |

## روابط خارجية
- إبراهيم حاتمي كيا على موقع IMDb (الإنجليزية)
- إبراهيم حاتمي كيا على موقع ميتاكريتيك (الإنجليزية)
- إبراهيم حاتمي كيا على موقع روتن توميتوز (الإنجليزية)
- إبراهيم حاتمي كيا على موقع ألو سيني (الفرنسية)
- إبراهيم حاتمي كيا على موقع أول موفي (الإنجليزية)
- إبراهيم حاتمي كيا على موقع قاعدة بيانات الفيلم (الإنجليزية)
- إبراهيم حاتمي كيا على موقع كينوبويسك (الروسية)